# Лепка

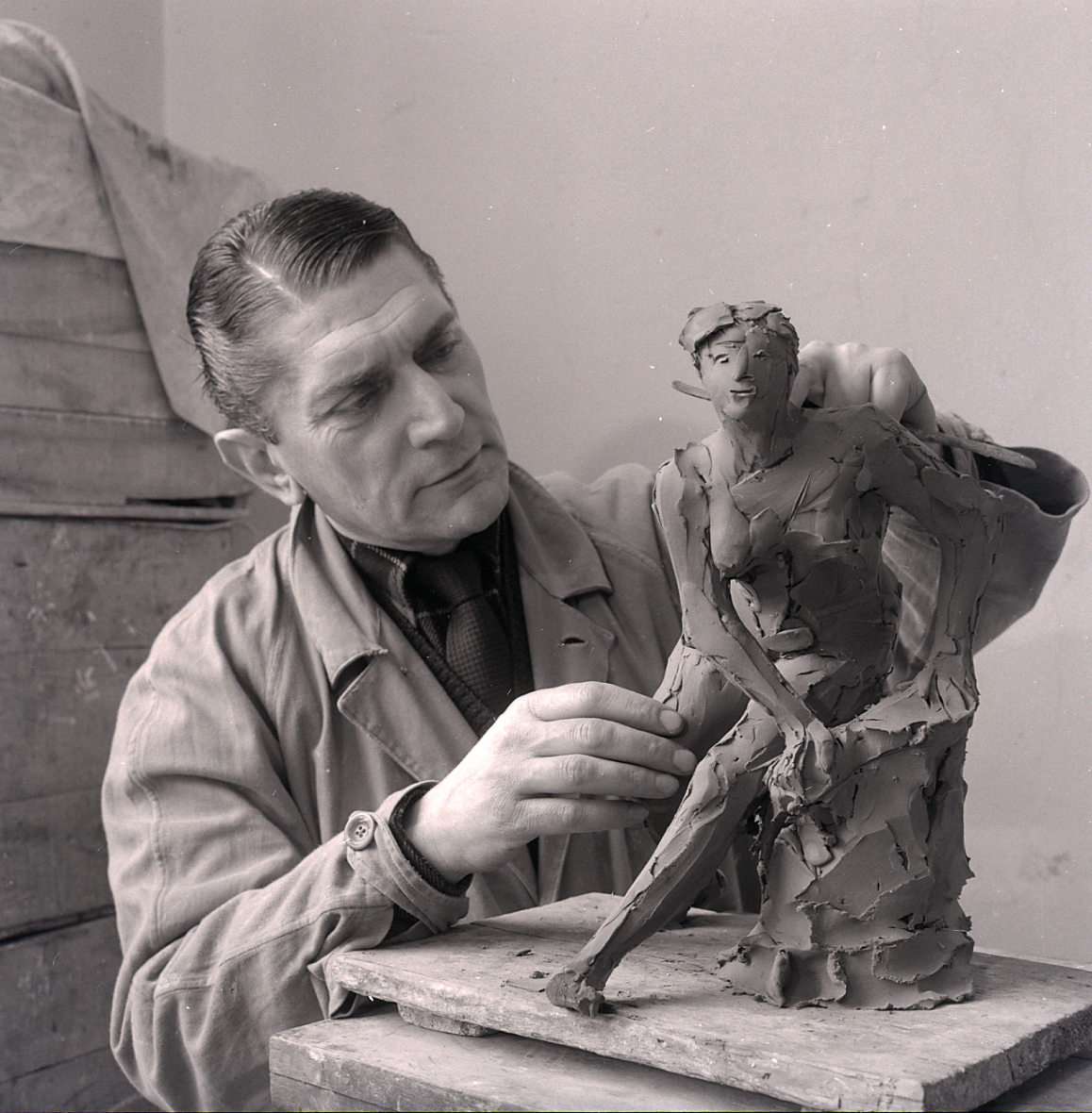
Процесс лепки. Фотография Паоло Монти. 1975

Ле́пка (др.-рус. лѣпити, восходит к *leyp-, от которого также происходят рус. липнуть, рус. льнуть, др.-греч. λιπος — жирный, липкий) — совокупность методических и технических приёмов работы с мягкими материалами, основанных на способе формообразования, называемым формосложением, т. е. на прибавлении, «прилипании» (отсюда этимология) мягкого либо влажного материала — сырой глины, воска, гипса, пластилина, полиморфных материалов типа поликапролактона.
Близкий термин — пластика (др.-греч. πλαστική — лепка) — вид изобразительного искусства, произведения которого имеют объёмную форму и выполняются из мягких материалов способом лепки (в старину: «лепления»). Такой способ  противополагается скульптурному способу формообразования, основанному на формовычитании — отниманию, удалению лишнего  из первоначальной массы каменного или иного блока твёрдого материала: глыбы мрамора, ствола дерева.
В творческом процессе лепка часто служит способом создания предварительного эскиза, этюда будущей скульптуры, которую художник намерен выполнить скульптурным способом в твёрдом материале. В ренессансной Италии такие этюды называли боццетто. Однако их отличали от моделло — подготовительной модели будущей статуи небольшого размера (она могла выполняться из твёрдых материалов), которую затем механически увеличивали до нужных размеров; иногда с помощью специальной пунктировальной машины.
Не случайно лепка по причине относительной лёгкости и простоты работы используется для обучения будущих художников, в частности, скульпторов, мастеров декоративно-прикладного искусства, а также в средних специальных художественных школах,  детских студиях и кружках самодеятельного творчества. Выдающийся английский скульптор и педагог Эдуард Лантери, учитель многих известных художников, обобщил свой опыт в трёхтомном издании «Моделирование. Руководство для учителей и студентов» (Modelling; A Guide for Teachers and Students ,1911), выдержавшей множество переизданий, в том числе и на русском языке. Термин «моделирование» в англоязычной традиции означает одновременно и лепку, и формование (снятие форм с лепной модели для последующей отливки в гипсе, фарфоре или бронзе).  
В монументально-декоративном и декоративно-прикладном искусстве используют декоративную, в частности,  орнаментальную, лепку. В экстерьере и интерьере архитектурных сооружений такую лепку именуют лепниной, хотя на самом деле она, как правило, представляет собой не лепку, а отливку декоративных деталей, обычно из гипса с наполнителями, в заранее приготовленные формы. Близкие названия: моденатура, мулюра.